# Війна світів: справжня історія
«Війна́ світі́в: спра́вжня істо́рія» (англ. War of the Worlds the True Story) — американський науково-фантастичний фільм 2005 року режисера Тімоті Гайнса за твором Війна світів Герберта Веллса.

## У ролях
- Ентоні Піана — Письменник / Брат
- Джек Клей — Огілві
- Джон Кауфман — священик
- Дарлін Сілерс — пані Ельфінстоун
- Джеймс Латроп — артилерист
- С'юзан Гофорт — Дружина
- Джеймі Лінн Сіс — Міс Ельфінстоун